# 山岡八高
山岡 八高（やまおか はっこう、1948年1月8日 - ）は、日本の俳優。本名:山岡 富士夫。旧芸名及び別名義:山岡 甲。
大阪府出身。上智大学法学部卒業。テアトル・エコー、自由劇場、ぷろだくしょん舵、グループ71を経て、クロスポイント所属。

## 来歴・人物
1972年、大学卒業。同年、渡辺プロダクション所属。現在はクロスポイント所属。
2001年5月、大阪府吹田に株式会社メディアバルーンを設立。同代表取締役。
特技はパントマイム。

## 出演作品

### テレビドラマ
- 部長刑事 第878話「神聖同盟」（1975年、ABC）
- 大都会シリーズ（NTV / 石原プロ）
  - 大都会 闘いの日々 第6話「ちんぴら」（1976年）
  - 大都会 PARTII
    - 第5話「明日のジョー」（1977年）
    - 第17話「トラック大爆走」（1977年）
    - 第36話「挑戦」（1977年）
    - 第46話「霊感聖少女」（1978年）

  - 大都会 PARTIII 第4話「吠えるショットガン」（1978年）
- 東芝日曜劇場（TBS）
  - ぼくの妹に 第1作（1976年）
  - ひとり娘（1977年）
  - あの日あなたは…（1977年）
  - おんなの家
    - その七（1977年）
    - その十四（1985年）

  - あいつの山（1982年）
  - 夏の出逢い（1984年）
  - お嫁に行きます（1985年） - 日本航空事務所の警備員
  - 赤い夕日（1985年） - 仙助の子分
  - おーい春子（1985年）

- - かたすみの椅子（1986年）
  - 指輪（1987年）
  - おふくろ…（1989年）
  - 課長サンの厄年 第10話「走れ故郷へ」（1993年）
- ブラザー劇場 / 刑事犬カール（1977年 - 1978年、TBS） - 山口正
- 土曜ドラマ / 松本清張シリーズ たずね人（1977年、NHK） - テレビ局員
- 明日の刑事 第90話「刑事課長死す・日の出署よ永遠に」（1979年、TBS）
- 噂の刑事トミーとマツ（TBS）
  - 第1シリーズ 第23話「男ならトミコぬきで勝負しろ!」（1980年） - 青木一郎
  - 第2シリーズ（1982年）
    - 第11話「強烈! 香港カラテ対トミー空手」 - 梅本の部下
    - 第26話「湖の対決! トミー死の円月殺法」
    - 第29話「大ピンチ! 恋した男は変身できぬ?」
- 秘密のデカちゃん 第16話「ノラ猫もあっと驚く熱いチュウ」（1981年、TBS） - 小島
- 土曜グランド劇場 / 池中玄太80キロパートII（1981年、NTV）
- 土曜ワイド劇場（ANB）
  - 京都妖怪地図 第2作「きらら坂に住む400歳の氷女」（1981年） - 木村刑事
  - 松本清張の駅路（1982年）
  - 松本清張の連環（1982年）
  - 牟田刑事官事件ファイル（1985年）
    - 第2作「女たちの殺人パーティー」
    - 第3作「見合い旅行殺人事件」

  - 単身赴任淋しい妻たちの殺人（1987年）
  - 京都ぽんと町殺人なべ料理 愛欲スクランブル（1988年）
  - 悪女の季節（1990年）
- ザ・ハングマンシリーズ（ABC / 松竹）
  - ザ・ハングマン 第42話「リモコン・ヘリ空爆処刑」（1981年） - 白石メッキ工場工員
  - ザ・ハングマンV 第16話「逆転夫婦の主夫がキャリア妻の仇を討つ!」（1986年） - 高木（山口金融構成員）
  - ハングマンGOGO 第6話「悪徳刑事 あぶない物語!」（1987年） - 島田勇夫
- 特捜最前線（ANB / 東映）
  - 第261話「ニューナンブ38口径!」（1982年）
  - 第323話「二人の夫を持つ女!」（1983年）
  - 第345話「新春I 窓際警視の子守歌!」、第346話「新春II 窓際警視の大逆転!」（1984年）
  - 第443話「退職刑事失踪の謎! 瀬戸内に架けた愛!!」（1985年）
  - あぶない刑事「追跡」銀星総業組員 (1986年)

第503話「拳銃強奪・愛した日々よ永遠に!」（1987年）
- 金曜ドラマ（TBS）
  - あまく危険な香り 第7回 - 第9回（1982年） - 吉岡刑事
  - 揺れる想い 第10話「横沢家の崩壊!」（1995年）
- ガラスの知恵の輪（1982年、TBS）
- 西部警察シリーズ（ANB / 石原プロ）
  - 西部警察 PART-II（1982年）
    - 第4話「殺しのキーワード」 - 坂口明
    - 第20話「明日への挑戦」 - 情報屋

  - 西部警察 PART-III
    - 第15話「若き獅子」（1983年） - 川北三郎
    - 第29話「生命尽きても! 平尾一兵」（1983年） - 情報屋
    - 第47話「戦士よ さらば…」（1984年） - 志村五郎
- 太陽にほえろ!（NTV / 東宝）
  - 第511話「爆発! ロッキー刑事」（1982年） - 内藤稔
  - 第562話「ブルース刑事登場!」（1983年） - 倉田充
  - 第580話「名人」（1983年） - 石戸
  - 第650話「山村刑事左遷命令」（1985年） - 戸川組組員
- セーラー服と機関銃 第10話「壮絶! アキラの死」（1982年、CX）
- 大江戸捜査網（TX）
  - 第553話「尼僧が誘う妖艶やわ肌蜘蛛」（1982年）
  - 第602話「母を許して! 花街子連れ唄」（1983年）
- 木曜ゴールデンドラマ（YTV）
  - 愛と憎しみの絆（1983年）
  - 嫁・姑・仁義なきおんなの闘い（1988年）
- 昭和四十六年 大久保清の犯罪（1983年、TBS）
- 日立テレビシティ / 輝きたいの 第3回「ロッキーのように」（1984年、TBS） - 中年のコック
- 星雲仮面マシンマン 第26話「こわい! 笑う人形」（1984年、NTV / 東映） - ケーキ屋店主
- 流れ星佐吉 第22話「お色気大脱出!」（1984年、KTV / 松竹）
- 3年B組金八先生（TBS）
  - SP3（1984年）
  - 第4シリーズ 第11話「十五歳の母と父2」（1995年）
- 暴れ九庵 第10話「賭けた女の胸のうち」（1984年、KTV / 東宝）
- 兄弟拳バイクロッサー 第5話「急げ! 父が危ない」（1985年、NTV / 東映） - 井出運転手 / ニセ井出（ブラックマン人間態）
- 大河ドラマ（NHK）
  - 春の波涛（1985年） - 観客
  - 八代将軍吉宗 第24話「へその曲げ方」（1995年） - 長左衛門
- 私鉄沿線97分署（1985年、ANB / 国際放映）
  - 第19話「パフォーマンスだ! 手を上げろ!!」
  - 第26話「夢!? ヒロシが飛んで行く!」
- 月曜ワイド劇場 / 再婚妻と非行少年（1985年、ANB / 東宝）
- 誇りの報酬 第24話「愛は永遠に…」（1986年） - 宝石ブローカー（中渋谷架道橋の男）
- 火曜サスペンス劇場（NTV）
  - 夜光の階段（1986年）
  - 女からの眺め（1987年） - 救急隊員
  - 女弁護士・高林鮎子 第2作「L特急あずさ19号 逆転の殺意」（1987年）
  - 女監察医・室生亜季子 第3作「瀬戸内竹原殺人行」（1987年） - 小坂
- 金曜女のドラマスペシャル（CX）
  - おふくろシリーズ 第2作「おふくろ殿」（1986年、東映）
  - 跳びおりる（1987年）
- 親子ゲーム 第2話「笑え! マリオ・怒れ! マリオ」（1986年、TBS）
- 水曜ドラマスペシャル→月曜ドラマスペシャル（TBS）
  - 二十歳の祭り-コーラスライン達の危うい青春-（1986年）
  - 冬の特選サスペンス 第2作「疑惑の結婚」（1994年）
  - 出世と左遷（1996年）
- おんな風林火山（1986年 - 1987年、TBS） - 真田源五郎
- 銭形平次 SP2「十手への道」（1987年、NTV）
- ドラマ23 / 妻（1988年、TBS）
- 京都サスペンス / 二夜の女（1988年、KTV）
- 火曜スーパーワイド / 南紀白浜振り子電車殺人事件（1989年、ANB）
- 暴れん坊将軍III 第81話「八百八町を狙う公家剣法!」（1989年、ANB） - 大伴
- 渡る世間は鬼ばかり 第1シリーズ 第7話-最終回（1990年 - 1991年、TBS） - 元造
- 連続テレビ小説 / おんなは度胸（1992年、NHK） - 野沢高吉
- はぐれ刑事純情派 第7シリーズ 第24話「靴紐の謎 女新聞記者の執念」（1994年、ANB）
- 山田太一ドラマ / 春の惑星（1999年、TBS）